# Берковиц, Дэвид
Дэвид Берковиц (англ. David Richard Berkowitz; при рождении Ричард Дэвид Фолко (Richard David Falco; род. 1 июня 1953, Бруклин, Нью-Йорк, США), также известный как Сын Сэма и Убийца с 44 калибром) — американский серийный убийца.

## Биография
Дэвид Берковиц родился 1 июня 1953 года в Бруклине. Он родился в результате измены Бетти Бродер своему мужу итало-американцу Тони Фолко с женатым мужчиной Джозефом Клейнманом, который поставил ей условие для дальнейших встреч — избавиться от ребёнка. Дэвид стал приёмным сыном бесплодной пары Натана и Перл Берковиц.
Вырос в обстановке тепла и понимания. В школе он был общительным, нормально учился, играл в баскетбол. Однако не мог завести тесные отношения с людьми противоположного пола. В детстве у него развилась пиромания: поджёг в Нью-Йорке более 200 мусорных свалок и пустовавших зданий. Мастурбировал при этом. Все поджоги он записывал в тетради.
Когда Дэвиду было 14 лет, его приёмная мать Перл Берковиц умерла от рака. Для Дэвида это стало тяжёлой трагедией. В 1969 году он с отчимом переехал в другой район Нью-Йорка — Бронкс. Там Натан Берковиц женился второй раз. Всё это не нравилось Дэвиду.
В июне 1971 года он записался в армию. Но, вопреки желанию, его отправили не во Вьетнам, а в Корею. Там Дэвид лишился девственности и заразился гонореей, а также попробовал наркотики и перешёл из иудаизма в христианство, которое даже проповедовал.
Отслужив 3 года, в 1974 году Дэвид вернулся к отчиму-еврею, осудившему его за отказ от иудаизма. Вскоре Дэвид начал самостоятельную жизнь. Он решил разыскать своих настоящих родителей — навёл справки в официальном бюро и нашёл свою родную мать, жившую в Лонг-Айленде. Обоих при первой встрече захлестнули бурные эмоции, и вскоре Дэвид стал частым гостем у матери, а также у своей сестры Рослин с её семьёй. С февраля 1974 года Дэвид жил в Нью-Рошелле, откуда съехал через 2 месяца, и перебрался в соседний с Нью-Йорком город Йонкерс, где поселился на Сосновой улице и устроился работать в нью-йоркское почтовое ведомство.

## Убийства и нападения
29 июля 1976 года он произвёл несколько выстрелов из револьвера Charter Arms Bulldog .44 Special в двух случайно встреченных девушек — 18-летнюю Данну Лориа и её 19-летнюю подругу Джоди Валенте, которые сидели в машине. Данна была убита, Джоди выжила.
23 октября в районе Нью-Йорка Куинс в парке Флашинг-Медоу Берковиц обстрелял 18-летнюю Розмари Куинн и её бойфренда, 20-летнего Карла Денаро. Из пяти выстрелов цели достиг только один, пуля лишь задела молодого человека. Розмари не пострадала.
27 ноября маньяк напал на 16-летнюю Донну Демази и 18-летнюю Джоанну Ломино. Джоанна получила пулю в позвоночник, Донна была ранена в шею. Обе девушки выжили, но Джоанна осталась инвалидом.
30 января 1977 года Берковиц обстрелял 30-летнего Джона Дила и 26-летнюю Кристин Фройнд, сидевших в автомобиле. Джон уцелел, Кристин, раненная в голову, позже умерла в больнице.
Следующей жертвой стала 19-летняя Вирджиния Воскеричян. Вечером 8 марта она была убита выстрелом в голову.
16 апреля в Бронксе Берковиц совершил двойное убийство, застрелив сидевших в автомобиле 18-летнюю Валентину Суриани и 20-летнего Александра Эсо. Девушка погибла сразу, молодой человек умер спустя 2 часа.
Следующее нападение маньяк совершил через 2 месяца, 25 июня. 20-летний Сальваторе Лупо и 17-летняя Джуди Плачидо были обстреляны в машине, но, будучи легко ранены, успели покинуть автомобиль и скрыться. Оба выжили.
31 июля в Бруклине нападению маньяка подверглись 20-летние Бобби Виоланте и Стейси Московиц. Бобби пули перебили зрительный и слуховой нервы, а Стэйси скончалась через двое суток. Это были последние жертвы «Сына Сэма».

## Арест
31 июля 1977 года он совершил своё последнее (шестое по счёту) убийство. Кроме того, в результате его действий были тяжело ранены 7 человек. В тот же день он был арестован.
Берковиц во всём признался, но настаивал на том, что его убийства «заказывал» пёс соседа Сэма Карра. Берковиц утверждал, якобы в теле собаки жил сам дьявол, через приказы которого творил сам Дэвид.

## Приговор
Судом он был приговорён к пожизненному заключению.
10 июля 1979 года в тюрьме на Берковица напал заключённый с бритвой и поранил его, врач наложил маньяку 56 швов. Берковиц сказал тогда, что таким способом служители культа пытаются заставить его молчать.
В 1987 году Берковиц стал вновь обращённым христианином. По его личному свидетельству, его возвращение к вере произошло после прочтения Псалма 33:7 из Карманной Библии Гидеона, данной ему сокамерником.